# Red Headed Stranger
Red Headed Stranger ist ein Konzeptalbum des US-amerikanischen Country-Sängers Willie Nelson, welches 1975 bei Columbia Records erschien.
Das Werk erzählt die Geschichte eines Priesters, der im Affekt seine Frau und ihren Geliebten umbringt und anschließend auf der Flucht durch das Land reist.
Das Album machte Nelson zum gefeierten Superstar der Outlaw-Bewegung. Es war Nelsons erstes Hit-Album, das Platz 1 der Billboard-Country-Alben-Charts erreichte. Außerdem enthielt es mit Blue Eyes Crying in the Rain seine erste Nummer-1-Hit-Single.
Das CMT wählte es im Jahr 2006 auf den ersten Platz ihrer Liste der 40 größten Country-Alben aller Zeiten. Das Rolling Stone listete es auf der 184. Position ihrer Liste der 500 besten Alben aller Zeiten.
Des Weiteren erhielt Nelson mit Red Headed Stranger durch dieses Album einen geläufigen Spitznamen. So hieß z. B. die Monk-Episode, in der Nelson ein Gastauftritt hatte, im Original Mr. Monk and the Red Headed Stranger.
Das Album selbst gehört zu den erfolgreichsten der Country-Musik-Szene und bestätigte den Erfolg der Outlaw-Bewegung.

## Trackliste
1. Time of the Preacher (Willie Nelson) – 2:26
2. I Couldn't Believe It Was True (Eddy Arnold, Wally Fowler) – 1:32
3. Time of the Preacher Theme (Nelson) – 1:13
4. Medley: Blue Rock Montana/Red Headed Stranger (Nelson, Carl Stutz, Edith Lindeman) – 1:36
5. Blue Eyes Crying in the Rain (Fred Rose) – 2:21
6. Red Headed Stranger (Stutz, Lindeman) – 4:00
7. Time of the Preacher Theme (Nelson) – 0:26
8. Just as I Am (Nelson) – 1:46
9. Denver (Nelson) – 0:53
10. O'er the Waves (Nelson) – 0:47
11. Down Yonder (L. Wolfe Gilbert) – 1:56
12. Can I Sleep in Your Arms (Hank Cochran) – 5:24
13. Remember Me (Scotty Wiseman) – 2:52
14. Hands on the Wheel (Bill Callery) – 4:22
15. Bandera (Nelson) – 2:19

### Bonustracks der Wiederveröffentlichung
Die Wiederveröffentlichung des Albums im Jahre 2000 enthielt vier bis dahin nicht veröffentlichte Stücke.
1. Bach Minuet in G (Arrangiert von Nelson; komponiert von Bach) – 0:37
2. I Can't Help It If I'm Still In Love With You (H. Williams) – 3:31
3. A Maiden's Prayer (B. Wills) – 2:14
4. Bonaparte's Retreat (P. King/R. Stuart) – 2:26

## Singles
Die erste Single Blue Eyes Crying in the Rain belegte in den Billboard-Country-Charts Platz 1, womit es Nelsons erste Nummer-1-Single wurde. Außerdem schaffte es der Song auf Rang 21 der Pop-Charts, was ihn zu einem erfolgreichen Crossover-Hit machte.
Die zweite Single Remember Me belegte in den Country-Charts Platz 2, sowie den 67. in den Pop-Charts.

## Verfilmung
- 1986 entstand eine gleichnamige Verfilmung der Geschichte mit Nelson in der Hauptrolle basierend auf dem Album.